# Euphorbia cossoniana
Euphorbia cossoniana är en törelväxtart som beskrevs av Pierre Edmond Boissier. Euphorbia cossoniana ingår i släktet törlar, och familjen törelväxter. Inga underarter finns listade i Catalogue of Life.